# Zingiber apoense
Zingiber apoense är en enhjärtbladig växtart som beskrevs av Adolph Daniel Edward Elmer. Zingiber apoense ingår i släktet Zingiber och familjen Zingiberaceae. Inga underarter finns listade i Catalogue of Life.